# Filipine
Filipine - oficial Republica Filipine (în filipineză Republika ng Pilipinas; în engleză Republic of the Philippines) - este o țară insulară (vezi arhipelag) din Asia de Sud-Est, situată în Oceanul Pacific. Capitala sa este Manila, iar cel mai populat oraș este Quezon City. La nord, este separată de insula Taiwan prin strâmtoarea Luzon; la vest se află Marea Chinei de Sud, cunoscută și sub numele de Marea Filipinelor de Vest și Vietnam; la sud-vest, insula Borneo; la sud, Marea Celebes o separă de alte insule indoneziene; iar la est este mărginită de Marea Filipinelor. Poziția sa în Cercul de foc al Pacificului și climatul său tropical o fac predispusă la cutremure și taifunuri. Țara este bogată în resurse naturale și este situată într-una dintre cele mai bogate în biodiversitate zone din lume. Este formată din 7641 de insule care sunt clasificate geografic în trei grupuri: insula Luzon, grupul Visayas și insula Mindanao.
Filipine are o populație estimată la 109 milioane de locuitori, conform recensământului din 2020; este, de asemenea, a 12-a cea mai populată țară din lume, fără a lua în calcul cele 12 milioane de filipinezi care trăiesc în străinătate. Pe insulele sale coexistă diverse etnii și culturi. Clasificată ca țară recent industrializată, economia sa continuă creșterea constantă de care s-a bucurat de la independență. Reformele economice implementate la începutul secolului al XXI-lea au făcut ca sectorul serviciilor să înlocuiască agricultura ca principală activitate economică, iar în prezent acesta contribuie cu mai mult de jumătate din PIB. Cu toate acestea, Filipine se confruntă încă cu mai multe provocări în ceea ce privește infrastructura: lipsa de dezvoltare a sectorului turistic, a educației, a asistenței medicale și a dezvoltării umane.
În preistorie, negrito au fost unii dintre primii locuitori ai arhipelagului, urmați de valuri succesive de popoare austroneziene care au adus cu ele tradiții și obiceiuri din Malaysia, India și lumea musulmană, în timp ce comerțul a introdus unele aspecte culturale chinezești. Aceștia au înființat primele regate insulare conduse de datu, rajahi sau sultani.
În 1521, sosirea exploratorului Fernando Magellan - un portughez aflat în serviciul Spaniei - a marcat începutul unei ere de influență și, ulterior, de dominație spaniolă. Miguel López de Legazpi a înființat prima așezare spaniolă în Filipine în 1565, odată cu fondarea orașului Cebú. În 1571, a fondat orașul Manila, care avea să devină centrul administrativ și economic al Imperiului spaniol în Asia și portul de plecare al galionului Manila cu destinația Acapulco. Filipinele au fost guvernate de Viceregatul Noii Spanii, centrat pe Mexic, înainte de a fi decretată conducerea directă după independența Mexicului. Trei secole de influență spaniolă au dat naștere unei culturi hispano-asiatice, evidentă în arta, muzica, bucătăria și obiceiurile filipineze, în special în religia sa catolică. A apărut, de asemenea, o variantă filipineză a limbii spaniole, care a înflorit în a doua jumătate a secolului al XIX-lea și în prima jumătate a secolului al XX-lea.
La sfârșitul secolului al XIX-lea a izbucnit Revoluția filipineză, susținută de SUA, urmată de Războiul hispano-american, care a dus la cedarea insulelor de către Spania către SUA în 1898. Neînțelegerile dintre noua Republică Filipineză și SUA au dus la Războiul filipino-american, care s-a încheiat cu victoria SUA în 1903. Astfel, Statele Unite au înlocuit Spania ca putere dominantă. Cu excepția perioadei de ocupație japoneză, americanii și-au menținut suveranitatea asupra insulelor până la sfârșitul celui de-al Doilea Război Mondial, în 1946. De la independență, țara a trecut prin mai multe crize politice care au servit la definirea caracteristicilor unei republici constituționale.
Moștenirea diverselor perioade istorice se reflectă în cultura actuală a țării, care este o combinație de elemente indigene prehispanice, chinezești și hispanice datorate celor trei secole de prezență spaniolă. Această cultură metisă este prezentă în mâncarea, muzica, dansul și arta filipineză. Caracterul hispanic este cel mai evident în religia catolică, în moștenirea arhitecturală, în special în bisericile și casele în stil colonial, în multe dintre toponimele țării și în nume și prenume. În cele din urmă, moștenirea americană dăinuie în limba engleză și într-o mai mare afinitate cu cultura populară.

## Etimologie
Înainte de a dobândi numele actual, au fost folosite alte nume pentru a se referi la țară, cum ar fi „Islas del Poniente” și „San Lazaro”, ambele date de Fernando Magellan. Cuvântul „Filipine” provine de la numele regelui Filip al II-lea al Spaniei. În timpul unei expediții din 1542, exploratorul spaniol Ruy López de Villalobos a numit insulele Leyte și Sámar „Felipinas” în onoarea prințului de Asturia de atunci. În cele din urmă, numele a fost modificat, iar denumirea „Insulele Filipine” a ajuns să fie o referire la toate insulele din arhipelag. Denumirea oficială a Filipinelor s-a schimbat de mai multe ori de-a lungul istoriei sale. În timpul Revoluției filipineze, Congresul de la Malolos a proclamat înființarea „Republicii Filipine”. Odată cu colonizarea americană și introducerea limbii engleze, denumirea oficială a țării a fost tradusă în noua limbă predominantă, Republica Filipine. Astfel, de la independență, denumirea oficială a fost „Republica Filipine”, fără prefixul „las” care rezultă din traducerea literală a numelui.

## Istorie

### Preistorie și epoca prehispanică
Până de curând, se credea că cele mai vechi rămășițe umane descoperite în arhipelagul filipinez erau cele ale omului din Tabon - cu o vechime cuprinsă între 22.000 și 24.000 de ani., dar au fost înlocuite de metatarsianul omului din Callao, care, conform metodei uraniu-toriu, are o vechime de 67.000 de ani. Negrito au fost printre primii locuitori ai insulelor, dar data apariției lor este încă necunoscută. În timpul anului 13.000 î.Hr, a avut loc așezarea austro-asiatică, când aceștia au cutreierat masa de uscat pre-sunedică a Sondalandului, din care Filipinele sunt un rest de insulă postdiluviană, așa cum a fost detectat în genele popoarelor Manobo și Sama. Concomitent cu aceasta a avut loc expansiunea spre vest a rasei papuașe, așa cum se poate observa în genetica Blaan și Sangil. În jurul anului 3000 î.Hr., după topirea calotelor glaciare polare, marinarii austronezieni, care formează majoritatea populației actuale, au migrat spre sud din Taiwan. Din jurul anului 1 d.Hr. și până în perioada precolonială a existat, de asemenea, o imigrație limitată din Asia de Sud, așa cum se constată în ADN-ul grupului etnic Dilaut. Până în anul 1000 î.Hr., locuitorii arhipelagului s-au organizat în patru tipuri de grupuri sociale: triburi de vânători-culegători, societăți de războinici, mici plutocrații și principate centrate pe porturile maritime.
În următoarele secole, comerțul cu popoarele maritime și cu alte țări asiatice a adus cu sine influența islamului, a budismului și a hinduismului. În această perioadă nu a existat un stat politic unificator care să cuprindă întregul arhipelag filipinez. În schimb, insulele au fost împărțite între mai multe talasocrații, adesea beligerante, conduse de diverși datu, rajahi sau sultani. Printre acestea se numărau regatele Manila, Namayan și Tondó; politias de Cainta, Ma-i, Sandao și Pulilu; kedatuans de Dapitan și Madja-as; rajanatele Cebu, Butuan și Sanmalan; și sultanatele de Lanao, Maguindanao și Sulu. Unele dintre aceste societăți făceau parte din imperiile malay din Srivijaya, Madjapahit și Brunei. Islamul a ajuns în Filipine prin intermediul unor comercianți și al unor prozelitiști din Malaya și Indonezia. Astfel, în secolul al XV-lea, islamul era stabilit în arhipelagul Sulu, iar în 1656 se înregistrează că a ajuns în Mindanao, Luzon și BVisayas.Format:Cita Harvard Regatele filipineze erau divizate și slab populate. Acest lucru s-a datorat războaielor constante dintre regate și frecvenței dezastrelor naturale. Unii filipinezi (Luzons) au făcut comerț, s-au stabilit și au luptat în Asia de Sud, de Sud-Est și de Est.

### Dominația spaniolă

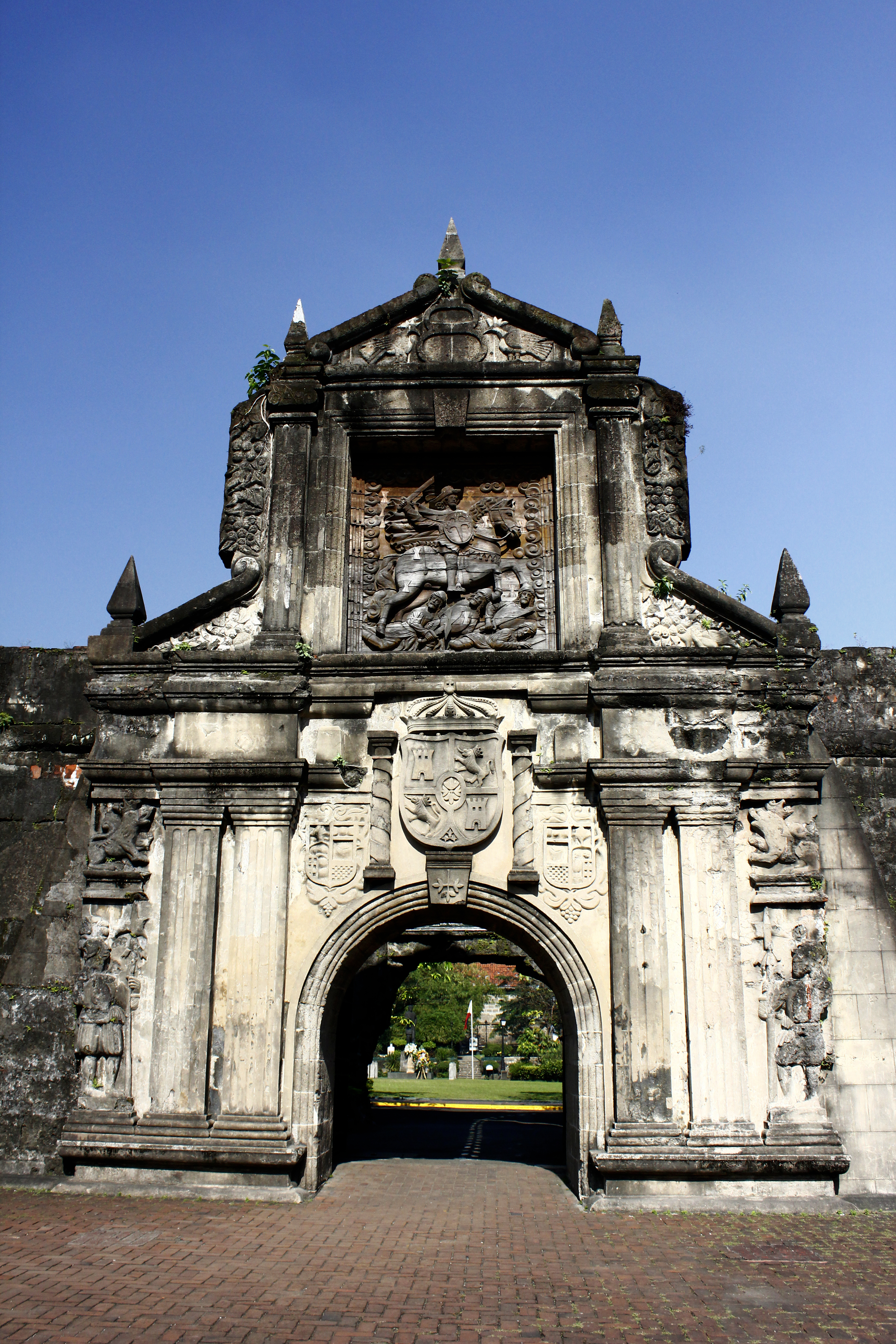
Fortul Santiago en Manila, construit pentru a apăra orașul de atacurile din exterior.

În 1521, exploratorul portughez Ferdinand Magellan a sosit în Filipine și a lua în posesiune insulele pentru Spania. Cucerirea a început în 1565, când exploratorul spaniol Miguel Lopez de Legazpi a sosit din Noua Spanie și a fondat prima așezare spaniolă, actualul Cebú. În 1571, după ce au tratat cu familiile regale indigene în timpul conspirației Tondo și după ce au învins echipajul piratului chinez Limahong, spaniolii au stabilit Manila drept capitală a Filipinelor și a Indiilor Orientale Spaniole.Format:Cita Harvard
Stăpânirea spaniolă a însemnat unitatea politică a arhipelagului pentru prima dată în istoria sa. Din 1565 până în 1821, Căpitănia Generală a Filipinelor a depins de Viceregatul Noii Spanii cu sediul în Ciudad de México, iar după Războiul de Independență mexican, a fost administrată direct de la Madrid. De la aceeași Căpitănie, Spania a controlat alte teritorii ale sale din Pacific, inclusiv Guam, Palau, Insulele Caroline și Insulele Mariane. Între secolele XVI și XIX, galionul Manila a legat capitala Filipinelor de Acapulco, Mexic, făcând una sau două călătorii pe an în ambele direcții. Din cauza războaielor constante care produceau profituri mici, Filipinele erau subvenționate de argintul extras din Potosi în Bolivia și Peru. Comerțul transpacific a introdus în arhipelag alimente precum porumbul, roșia, cartoful, ardeiul iute și ananasul, toate provenind din America.21 Misionarii catolici au convertit majoritatea locuitorilor la creștinism și au înființat școli, universități și spitale. De asemenea, spaniolii au adus în Filipine plugul, presa tipografică, ceasul și construcțiile din piatră. Un decret spaniol din 1863 a instituit pentru prima dată educația publică gratuită în țară, ceea ce a dus la rate ridicate de alfabetizare.
În timpul dominației spaniole, forțele spaniole și loialiștii indigeni au luptat împotriva mai multor rebeliuni interne și a multiplelor atacuri externe ale piraților chinezi, neerlandezi și portughezi: de remarcat în mod special luptele din Cagayan (1582), care i-au opus pe faimoșii Tercios spanioli unor pirați și ronini japonezi. Într-o prelungire a luptelor din Războiul de Șapte Ani, forțele britanice au ocupat pentru scurt timp orașul Manila după o bătălie dură. Forțele britanice au găsit aliați precum Diego și Gabriela Silang, care au profitat de ocazie pentru a conduce o revoltă, până când dominația spaniolă a fost în cele din urmă restaurată în urma Tratatului de la Paris din 1763. În timpul ocupației, britanicii au profitat de ocazie pentru a fura hărți valoroase ale Pacificului din arhivele din Manila. Spaniolii care au purtat cândva un război împotriva musulmanilor din țara natală, cunoscut sub numele de Reconquista, i-au ațâțat pe filipinezii păgâni și musulmani unii împotriva altora. Spaniolii au extins războiul împotriva islamului din Europa la islamul din Filipine. Conflictul spaniol-moro a durat câteva sute de ani. În ultimul sfert al secolului al XIX-lea, Spania a cucerit porțiuni din Mindanao și pe musulmanii moro din Sultanatul Sulu, recunoscând în mod oficial suveranitatea spaniolă.
În secolul al XIX-lea, porturile filipineze s-au deschis comerțului mondial și au avut loc schimbări în societatea filipineză. La începutul secolului, influența mișcărilor de independență din America de Sud a început să se facă simțită. La 1 februarie 1818, Hipólito Bouchard, un corsar din Provinciile Unite ale Americii de Sud, a sosit la bordul fregatei La Argentina. Timp de două luni a ținut blocat Golful Manila, închizând, de asemenea, Strâmtoarea San Bernardino. În această perioadă, o serie de spanioli născuți în Filipine (criollos) și cei de origine mixtă (mestizos) s-au îmbogățit. Afluxul de coloniști spanioli și hispano-americani a diminuat puterea Bisericii și a deschis unele poziții guvernamentale deținute în mod tradițional de spaniolii născuți în Peninsula Iberică (peninsulares). Inspirată de războaiele de independență din America Latină, a avut loc o revoltă a efemerului împărat Andrés Novales, susținut de ofițerii latino-americani retrogradați din armata filipineză de limbă spaniolă, care se opuneau inegalității impuse de peninsulares. Idealurile revoluției au început să se răspândească și în insule. Nemulțumirea creolă a dus la revolta Cavite El Viejo din 1872, una dintre precursoarele Revoluției filipineze.
În 1898, statul Filipinez își proclamă independența. Tratatul de pace de la Paris din 1898, care încheie Războiul Hispano-American, cedează arhipelagul Statelor Unite, care înăbușă în anul 1901 mișcarea de eliberare națională. În 1935 este ales primul președinte național al țării, Manuel Luis Quezón. Arhipelagul este ocupat între 1942 și 1945 de trupele japoneze. La 4 iulie 1946, se proclamă republică independentă. Președintele Ferdinand E. Marcos (1965-1986) promovează o politică de modernizare a vieții economice și sociale, dar și un regim autoritar. În 1983 este asasinat Benigno S. Aquino, jr., un lider al opoziției. După demisia sau abdicarea lui Ferdinand Marcos și retragerea sprijinului american, este aleasă președinte (între 1986 și 1992), Corazon Aquino, văduva liderului asasinat.

### Revoluția filipineză, prima republică filipineză și dominația americană
Sentimentele revoluționare s-au intensificat în 1872, când trei preoți, Mariano Gómez, José Burgos și Jacinto Zamora - cunoscuți sub numele de Gomburza - au fost acuzați de răzvrătire și executați de autoritățile imperiale. Acest lucru a inspirat o mișcare de propagandă în Spania, organizată de Marcelo H. del Pilar, José Rizal și Mariano Ponce, care au făcut presiuni asupra guvernului pentru a introduce reforme politice în Filipine. Rizal a fost în cele din urmă arestat și, acuzat de rebeliune, executat la 30 decembrie 1896. Întrucât încercările de a realiza aceste reforme s-au lovit de o mare rezistență, în 1892, Andrés Bonifacio a fondat o societate secretă numită Katipunan, legată de grupuri de francmasoni care urmăreau independența față de dominația spaniolă prin revoltă armată. Bonifacio și Katipunan au început Revoluția filipineză în 1896. O facțiune din Katipunan, Magdalo din provincia Cavite, a ajuns să conteste poziția lui Bonifacio ca lider al revoluției, iar Emilio Aguinaldo l-a înlocuit.

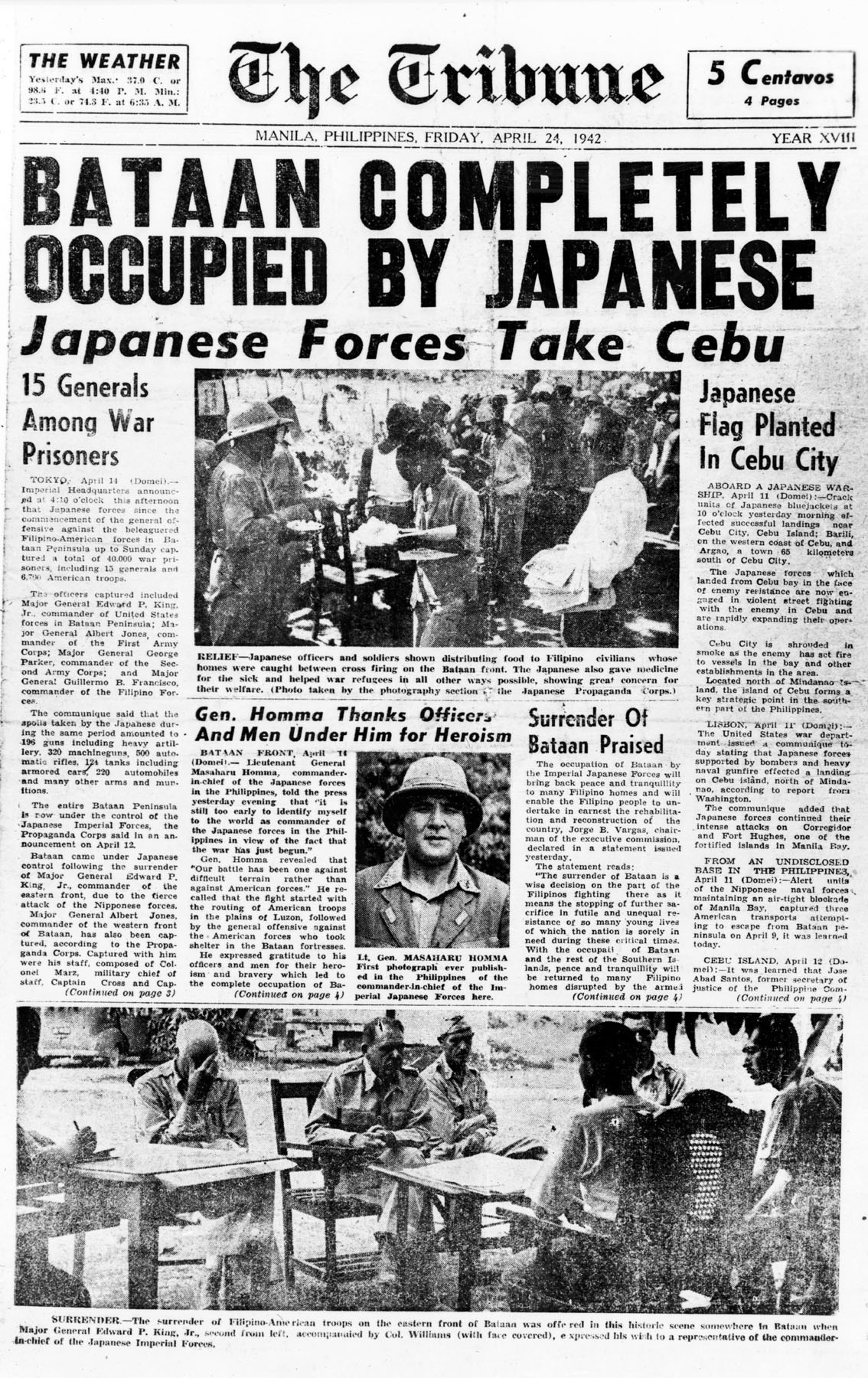
Numărul din The Tribune din 24 aprilie 1942, care anunță invazia japoneză în Filipine.

În 1898, războiul hispano-american a început în Cuba și s-a extins ulterior la arhipelagul Filipine, deja cuprins de revoltă. La 12 iunie 1898, Aguinaldo a declarat independența Filipinelor față de Spania la Kawit, Cavite, iar în anul următor a fost înființată Prima Republică Filipineză. La rândul său, după ce a pierdut războiul, Spania a semnat în 1898 Tratatul de la Paris, prin care a cedat Statelor Unite stăpânirea insulelor pentru 20 de milioane de dolari. Pe măsură ce devenea din ce în ce mai clar că Statele Unite nu vor recunoaște Prima Republică Filipineză, a izbucnit Războiul filipino-american.
Războiul s-a încheiat în 1902, cu o victorie americană, iar între 200.000 și 1.000.000 de oameni au murit, majoritatea din cauza foametei și a bolilor. Cei mai mulți istorici moderni estimează că numărul de morți din război se situează între 200.000 și 250.000, inclusiv o epidemie de holeră la sfârșitul războiului care a ucis între 150.000 și 200.000 de persoane.
În 1903, autoritățile americane efectuat un recensământ în Filipine. Au rezultat 7.635.426 de locuitori, dintre care 56.138 născuți în străinătate. În 1887, un recensământ spaniol a înregistrat o populație de 5.984.717 de persoane, excluzând necreștinii.
Odată cu pierderea conflictului, arhipelagul a ajuns sub controlul deplin al SUA, deoarece până atunci fusese administrat ca o zonă insulară; în 1935, Filipine a obținut statutul de „commonwealth” sub numele de Commonwealth-ul Filipinelor.
În deceniul următor, planurile de redobândire a independenței au fost întrerupte de cel de-al Doilea Război Mondial, în special atunci când Imperiul Japonez a invadat țara și a instaurat un guvern marionetă, cea de-a doua Republică Filipine. În timpul conflictului, au fost comise multiple crime de război, cum ar fi Marșul morții din Bataan și Masacrul de la Manila, care a culminat cu Bătălia de la Manila. Crimele împotriva populației de etnie spaniolă și atacurile asupra sediilor oficiale spaniole din Filipine au provocat o mare îngrijorare în guvernul lui Francisco Franco. În consecință, Spania a rupt relațiile diplomatice cu Japonia la 12 aprilie 1945. Până la momentul în care trupele aliate i-au învins pe japonezi în 1945, mai mult de un milion de filipinezi au murit. În cele din urmă, la 4 iulie 1946, Filipine a obținut independența față de guvernul SUA.

### Dictatura lui Marcos și a Treia Republică Filipineză

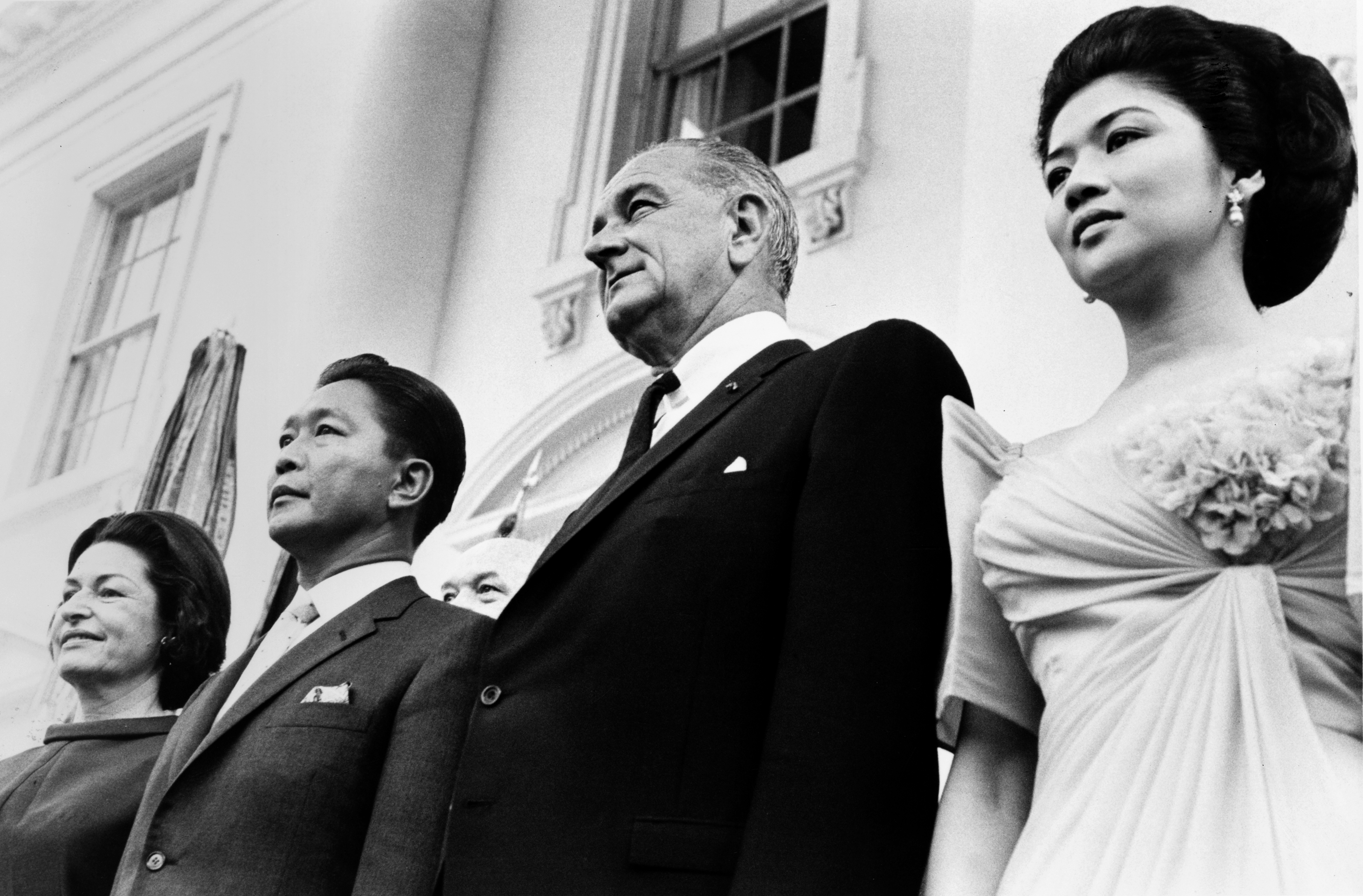
Ferdinand și Imelda Marcos în vizită în SUA în 1966.

După ce și-a obținut independența, tânăra națiune s-a confruntat cu mai multe probleme: țara a trebuit să fie reconstruită după ravagiile războiului și să ajungă la un acord cu diverși colaboratori și oameni de afaceri japonezi pentru a începe dezvoltarea sa economică. În zonele rurale, marii proprietari de terenuri își aveau fermele cultivate de rentieri cu condiții de trai mizerabile. Aceștia luau o parte considerabilă din recolte - de obicei jumătate - și adesea deveneau creditori ai acestor fermieri puternic îndatorați. Disputele dintre proprietari și fermieri erau frecvente, iar autoritățile îi susțineau întotdeauna pe proprietari. Clasa politică era compusă din oameni adesea devotați japonezilor - începând cu Manuel Roxas, care a fost ales președinte în aprilie 1946. În schimb, deputaților din rezistența la ocupația japoneză li s-a interzis să mai stea în Congres pentru a obține majoritatea necesară pentru a adopta, în vara anului 1946, un amendament constituțional necesar pentru a pune în aplicare o lege favorabilă intereselor economice americane.
În principal între 1948 și 1954, revolta țărănească Hukbalahap, de inspirație comunistă, a luptat împotriva guvernului filipinez și a milițiilor marilor proprietari de terenuri. Guvernul filipinez a folosit unități specializate de contrainsurgență pentru a teroriza populațiile civile rurale suspectate de simpatizare cu rebeliunea. Cu ajutorul asistenței militare americane, guvernul a reușit să slăbească mișcarea, care a dispărut până în anii 1960.
În 1965, Ferdinand Marcos a fost ales președinte, avându-și alături soția, Imelda Marcos. Deoarece constituția îi interzicea să fie reales de mai mult de două ori în funcția prezidențială, la sfârșitul celui de-al doilea mandat a declarat legea marțială la 21 septembrie 1972. Pentru a continua să guverneze prin decret, el a folosit ca argumente diviziunea politică, tensiunile din timpul Războiului Rece și spectrul rebeliunii comuniste și al insurecției islamice din țară.71 A început astfel o dictatură care a durat mai mult de zece ani și care a fost caracterizată de un control strict al economiei și de represiune politică.
La 21 august 1983, Benigno "Ninoy" Aquino Jr., liderul opoziției față de guvernul lui  Marcos, a ignorat avertismentele și s-a întors din exilul din Statele Unite. A fost asasinat la aterizarea avionului său pe Aeroportul Internațional din Manila - numit în prezent Aeroportul Internațional Ninoy Aquino, în memoria sa. Pe măsură ce presiunea politică creștea, Marcos a convocat alegeri prezidențiale în 1986. Corazon Aquino, văduva lui Benigno, a devenit liderul opoziției și candidatul pentru cursa prezidențială. Când Marcos s-a declarat câștigător, mulți au crezut că alegerile au fost fraudate. Acest lucru a dus la Revoluția EDSA, instigată atunci când doi dintre cei mai vechi aliați ai lui Marcos - Fidel V. Ramos, adjunctul șefului Statului Major al Forțelor Armate, și Juan Ponce Enrile, secretarul Apărării Naționale - au demisionat și au manifestat pe câmpul Aguinaldo și pe câmpul Crame. Cardinalul arhiepiscop de Manila, Jaime Sin, a îndemnat oamenii să se adune în sprijinul liderilor rebeli și să protesteze pe bulevardul Epifanio de los Santos (EDSA). Confruntându-se cu proteste în masă și dezertări militare, Marcos și aliații săi au fugit în Hawaii, unde au fost exilați. În același an, Corazon Aquino a fost numită președinte.
Revenirea democrației și reformele guvernamentale după evenimentele din 1986 au fost îngreunate de datoria națională, corupție, tentative de lovitură de stat, o insurgență comunistă persistentă și mișcări separatiste islamice. Deși economia s-a îmbunătățit în timpul administrației lui Fidel V. Ramos, care a fost ales președinte în 1992, debutul crizei financiare asiatice din 1997 a stopat aceste progrese. În 2001, pe fondul unor acuzații de corupție și al unui proces de punere sub acuzare blocat, succesorul lui Ramos, Joseph Estrada, a fost înlăturat de la președinție prin Revoluția EDSA din 2001 și înlocuit de Gloria Macapagal-Arroyo.

## Diviziuni administrative
Filipine este împărțit în 81 de provincii, care sunt grupate în 17 regiuni.
Orașele principale sunt:
- Manila (capitala)
- Quezon City (cel mai mare oraș)

## Geografie

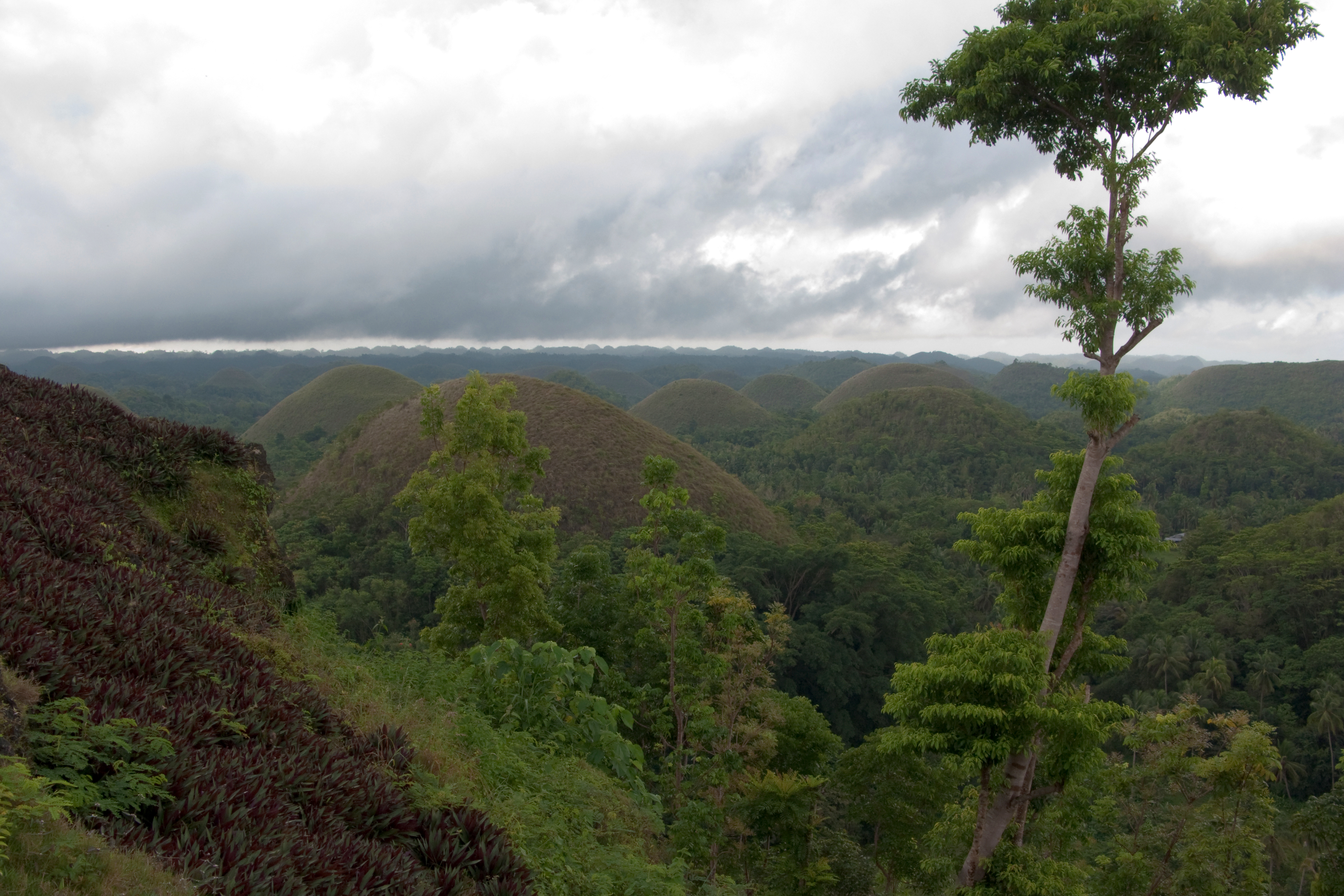
”Dealurile de Ciocolată” de pe insula Bohol (Filipine)

Țara este formată din 7107 de insule, cele mai mari fiind Luzon, Visayas și Mindanao. Relieful este muntos și de origine vulcanică. Țara se află într-o regiune cu seismicitate activă și vulcanism intens, fiind inclusă în Cercul de Foc al Pacificului.
Vulcanii activi și lanțurile muntoase domină majoritatea insulelor. Unii dintre cei mai activi vulcani sunt Pinatubo și Taal.
Cele 1268 „Dealuri de Ciocolată“ („Chocolate Hills“) de pe insula Bohol, de formă conică, cu înălțimi între 40-120 m, reprezintă o rezervație geologică rară pe pământ.

## Climă și vegetație
Clima Filipinelor este tropicală dar este mai ales de tip tropical umed.
În țară se află păduri ecuatoriale (ce conțin teck, eben, mahon, cocotieri, bananieri, bambus) și vegetație de mangrove la țărm.

## Demografie
Populația arhipelagului este de 104,92 milioane. Filipinezi (majoritatea malaysieni, polinezieni, indonezieni, restul negritos) 85,3%, chinezi, indieni, europeni, amestecați. Numai 880 insule sunt locuite, insula Luzon (care ocupă o treime din suprafața statului) concentrează aproape 1/2 din populație, în special în partea sudică. Culte: catolicism 64,9%, creștinism independent (catolicism și protestantism indigen) 17,7%, islamism 5,1%, protestantism 5%, animism 2,2%, budism. Sporul natural este de 19,1 la mie, speranța de viață la naștere este pentru bărbați 67 ani și pentru femei 73 ani. Populația urbană este 62,7%.

## Economie
De la începutul anilor '90 ai secolului al XX-lea, în Filipine este implementat un program foarte amplu de restructurare economică. Țara are, în general, o economie de piață  bazată în mare parte pe agricultură. Deși serviciile au ajuns dominante atât în cadrul populației active, cât și în crearea PIB-ului, Filipine are o economie în care se remarcă agricultura și industria. Industria prelucrătoare are o participare de 2 ori mai mare decât agricultura la formarea PIB-ului, cu toate că numai 15% din populația activă lucrează în această ramură economică. Țara a fost mai puțin afectată de criza economică din Asia, între anii 1997-1998, decât vecinii săi, în mare parte datorită infuziilor de valută provenind de la muncitorii filipinezi din străinătate. În 1998 creșterea economică a fost de numai 0,6%, dar a crescut la 2,4% în 1999, 4,4% în 2000, dar a scăzut la 3,2% în 2001. Între anii 2002-2006, creșterea economică a fost de 5% pe an. Datoria externă este importantă, peste 60 miliarde $. Balanța comercială a devenit în ultima vreme deficitară, principalii parteneri fiind SUA, Japonia, UE, Coreea de Sud, și țările membre ASEAN. Filipine trebuie să se confrunte cu  o rată de creștere demografică mare, cu o sărăcie extinsă, prețuri ridicate la petrol, dobânzi mari la împrumuturile contractate, o inflație crescândă. Moneda națională este Peso-ul filipinez (PHP), iar rata șomajului este sub 10%.

### Resurse naturale
Se exploatează aur, platină, minereu de fier, crom, mangan, nichel, cupru, zinc, sare, mercur, cărbune.

### Industrie
Industria produce energie electrică, autovehicule, televizoare, frigidere, cherestea, mobilă, conserve de pește. Are o industrie a pescuitului dezvoltată (cca 2,5 mil.t anual). În cadrul inustriei prelucrătoare se remarcă producția alimentară (zahăr - peste 2 mil.t anual - și uleiuri vegetale), textilă, chimică, petrochimică (pe bază de petrol importat), industria medicală și electronică (fiind orientată clar către export), prelucrarea lemnului, exploatările miniere (în scădere drastică în ultimii ani), producția de cauciuc natural.

### Agricultură
Rămâne o importantă ramură economică, ce concentrează 1/3 din populația activă și realizează circa 1/7 din PIB. Se cultivă porumb (a doua cultură ca suprafață din Filipine; locul 3 în Asia), trestie de zahăr, banane, cafea, cacao, abacă, ananas (locul 2 pe glob), sisal, rafie, tutun, nuci de cocos (locul 2 în lume), copra (locul 1 în lume). Se cresc animale și se pescuiește intens. Din totalul suprafeței cultivate (cca 1/4 din suprafața statului), aproape jumătate este ocupată de orez (cca 15 mil.t pe an), ce satisface consumul intern.

### Rețeaua de transporturi
Este insuficient dezvolată și inegal distribuită.

### Turismul
Turismul este o importantă ramură economică, ce s-a dezvoltat impresionant în ultima vreme, în ciuda unei insecurități create de mișcările separatiste islamiste, veniturile obținute fiind de cca. 2,6 md.$/an. Anual, aproape 3 milioane de turiști străini vizitează Filipine (2.843.000 în 2006), jumătate fiind din doar trei țări: SUA, Japonia, Coreea de Sud. Multiple atracții turistice.